# San José Álamo
San José Álamo är en ort i Mexiko.   Den ligger i kommunen San Pedro Yeloixtlahuaca och delstaten Puebla, i den sydöstra delen av landet, 190 km sydost om huvudstaden Mexico City. San José Álamo ligger 1 143 meter över havet och antalet invånare är 447.
Terrängen runt San José Álamo är kuperad åt sydost, men åt nordväst är den platt. San José Álamo ligger nere i en dal. Runt San José Álamo är det ganska tätbefolkat, med 58 invånare per kvadratkilometer. Närmaste större samhälle är Acatlán de Osorio, 10,5 km norr om San José Álamo. I omgivningarna runt San José Álamo växer huvudsakligen savannskog.